# Spider-Man (відеогра, 2000)
«Spider-Man» (укр. Людина-павук) — відеогра 2000 року від компанії Neversoft за мотивами коміксу про Людину-павука. У 2001 році вийшло продовження гри — «Spider-Man 2: Enter Electro».

## Сюжет

Людина-павук

Роблячи фотографії наукової презентації свого старого ворога доктора Отто Октавіуса (Доктор Восьминіг) для газети Daily Bugle, Пітер Паркер (Людина-павук) стає свідком пограбування. Злочинець у костюмі Людини-павука викрадає прилад Октавіуса. Едді Брок (Веном), інший фотограф Daily Bugle і ворог головного героя, думає, що це справді Людина-павук. Він намагається зробити знімок самозванця, але той розбиває його фотоапарат. Брок скаженіє і боїться, що Джона Джеймсон звільнить його з роботи, після перетворюється на Венома. Люди, які були присутні на презентації впевнені, що у всьому винен Людина-павук. Поліція намагається впіймати героя, але той прагне довести свою непричетність. Тим часом над містом нависає загадковий зелений туман.
Чорна Кішка (Феліція Харді) розповідає Пітерові, що люди з синтикату Джейд грабують банк і беруть людей у заручники. Після того, як Людина-павук звільняє заручників, на нього чекає битва зі Скорпіоном, який намагається вбити Джону Джеймсона. Джеймсон, який вважає Людину-павука злочинцем, викликає поліцію. Втікаючи від поліції, Людина-павук зустрічає супергероя Дардевіла і пояснює, що він не винен. Дардевіл вірить Пітерові і відпускає його. Після втечі від поліції Людина-павук зустрічає Чорну Кішку. Вона повідомляє його про те, що Веном викрав його дружину — Мері Джейн Ватсон. Вирушивши на пошуки Мері Джейн, Пітер та Феліція вступають у битву зі злочинцем Носорогом на атомній електростанції. Після того, як герої перемагають лиходія, двоє невідомих викрадають Чорну Кішку.
Людина-павук обговорює свої проблеми з Джонні Штормом (Людина-Факел). Той не може йому допомогти, але вірить, що у героя все налагодиться. Людина-павук зустрічає Венома і ганяється за ним усім містом. Після битви з Веномом вони спускаються у каналізацію, де злочинець розставив різноманітні пастки. Там Людина-павук зустрічає свого ворога Ящура, який потрапив у одну з пасток Венома. Він повідомляє Пітера, що Веном взяв під контроль його людей-ящірок і каже йому, де знаходиться лиходій. Людина-павук знаходить Венома, перемагає його і рятує Мері Джейн. Пізніше він переконує Венома у тому, що його підставили і вони домовляються про тимчасову співпрацю, після чого вирушають у Daily Bugle, щоб знайти інформацію про злочин, скоєний двійником Людини-павука.
У Daily Bugle Веном відчуває присутність свого нащадка — Карнажа, якого він ненавидить. Він вирушає на його пошуки, а Людина-павук тим часом зустрічає симбіотів. Після битви з ними він зустрічає свого двійника, яким виявляється майстер ілюзій Містеріо. Після битви з ним Людина-павук змушує його розповісти про план свого боса. Виявляється, що загадковий туман перетворює усіх людей на кровожерливих симбіотів.
Людина-павук вирушає на склад 65, про який йому розповів Містеріо, де відбувається клонування симбіотів. Там він зустрічає Френка Кастла (Каратель), борця за справедливість, який використовує найрадикальніші методи у боротьбі зі злочинцями. Після боротьби з симбіотами на складі він знаходить таємну підземну базу. Там він знаходить Чорну Кішку і рятує її з полону. Після цього він знаходить винуватців усіх подій — Доктора Восьминога і Карнажа. Людина-павук перемагає обох ворогів, після чого Карнаж зливається з Восьминогом і називає себе Монстром Оком. Монстр Ок знищує базу, але Людину-павука рятують Капітан Америка, Чорна Кішка та Веном, а Октавіус та його спільники вирушають до в'язниці.

## Розробка

Людина-павук у «Tony Hawk's Pro Skater 2»

Гра створена на рушії «Tony Hawk's Pro Skater 2», у якій Людина-павук був прихованим персонажем. Гру озвучують люди, які брали участь у створенні мультсеріалів «Людина-павук» (1994) та «Непереможна Людина-павук» (1999). Ріно Романо («Непереможна Людина-павук») озвучив Людину-павука, Єфрем Цимбаліст мол. («Людина-павук 1994») озвучив Доктора Октопуса, а Дженніфер Хейл («Людина-павук 1994» та «Непереможна Людина-павук») озвучила Чорну Кішку та Мері Джейн Уотсон.

## Геймплей
У кожній місії гравець у ролі Людини-павука повинен виконувати певні завдання. Гравець повинен почати рівень спочатку, якщо Людина-павук втратить життя, впаде з висоти або провалить завдання. Людина-павук здатен використовувати свої павучі здібності — лазити стінами та літати на павутині. Також на деяких рівнях є приховані бонуси, такі як павуча броня, яка підвищує його здоров'я та силу, та вогняна павутина, яка є особливо корисною у боротьбі з симбіотами.

### Альтернативні костюми
Проходячи гру, гравець може розблокувати секретні костюми, які наділяють героя додатковими можливостями. Серед них:
- Симбіот;
- Непереможна Людина-павук;
- Пітер Паркер;
- Пітер Паркер у масці;
- Дивовижна Людина-пакет;
- Людина-павук 2099;
- Червоний Павук;
- Бен Рейлі;
- Капітан Всесвіт.

Щоб відкрити усі костюми, потрібно пройти гру 9 разів.

### Режим What If?
Щоб активувати режим What If? (А якщо б?), потрібно ввести секретний код. «What If» — серія коміксів, в якій події відбуваються у паралельних всесвітах. У грі змінюються деякі діалоги та з'являється секретний рівень за участі Срібного Серфера. На початку гри у цьому режимі з'являється іншопланетянин під назвою Уату (Наглядач) і пояснює, що деякі речі у грі помітно зміняться.

### Список злочинців

Монстр Ок

- Лідер синдикату Джейд — злочинець, якого цікавлять лише гроші.
- Скорпіон (Мак Гарган) — суперзлочинець, який намагався вбити Джону Джеймсона.
- Носоріг (Алекс О'Хірн) — суперзлочинець, який намагався викрасти потрібні технології для Доктора Восьминога та Карнажа.
- Веном (Едді Брок) — суперзлочинець-симбіот, який намагався вбити Людину-павука, переплутавши його з підступним двійником.
- Ящур (Курт Коннорс) — не був босом у грі, розповів Людині-павуку про місцезнаходження Мері Джейн Ватсон.
- Містеріо (Квентін Бек) — майстер-ілюзіоніст, який підставив Людину-павука.
- Доктор Восьминіг (Отто Октавіус) — злочинець, який намагався перетворити людей на симбіотів.
- Карнаж (Клетус Кесседі) — був спільником Октавіуса у його зловісних планах.
- Монстр Ок — результат злиття симбіота Карнажа з Доктором Восьминогом.

## Критика
Гра отримала здебільшого позитивні відгуки. Інтернет-видання IGN нагородило гру 9-ма балами з 10 і назвало «найкращою грою про Людину-павука».